# Томашевич, Анатолий Владиславович
Анатолий Владиславович Томашевич — советский военный деятель, контр-адмирал, лауреат Сталинской премии.

## Биография
Родился 24 января 1895 года в Санкт-Петербурге.
Выпускник Гардемаринских классов (1917). В Рабоче-Крестьянской Красной Армии — с 1917 года.
Участник Гражданской войны, дивизионный минёр на Балтике.
Член ВКП(б)/КПСС.
Занимал ряд инженерных и командных должностей в Рабоче-Крестьянской Красной Армии: преподаватель в Школе подводного плавания, флагманский минёр бригады подводных лодок, преподаватель Учебного отряда подводного плавания, преподаватель, старший преподаватель, доцент, исполняющий должность начальника кафедры тактики подводных лодок и противолодочной обороны Военно-морской академии.
Занимался научной работой во время Великой Отечественной войны: сотрудник Научно-исследовательского минно-торпедного института ВМФ, ответственный работник Управления боевой подготовки ВМФ.
После Великой Отечественной войны в звании контр-адмирала продолжил службу в Советской Армии: начальник кафедры тактики подводных лодок и противолодочной обороны Военно-морской академии.
За секретный научный труд был удостоен личной Сталинской премии в области науки за 1952 год.
В отставке — с 1956 года.
Умер в 1960 году.

## Награды

Могила Томашевича на Серафимовском кладбище Санкт-Петербурга.

- орден Ленина (06.03.1945, 15.11.1950);
- орден Красного Знамени (10.11.1945, 30.12.1956);
- орден Трудового Красного Знамени;
- орден Красной Звезды (03.11.1944);
- Медали.